# Vivani
Vivani ist eine eingetragene Marke der Herforder EcoFinia GmbH, einem Tochterunternehmen der Ludwig Weinrich GmbH & Co. KG, unter der Bio-Schokolade vertrieben wird. Seit der Vorstellung auf der Lebensmittelmesse BIOFACH im Jahr 2000 wird Vivani vorwiegend über Biosupermärkte und Bioläden vertrieben, wo sie im Bereich der Tafelschokoladen Marktführer ist.

## Produkte
Das Vivani-Sortiment umfasst über 30 verschiedene Tafelschokoladen mit Geschmacksrichtungen wie „Caramel Inka Salz“, „Feine Bitter Orange“ oder „Weiße Mango Cocos“. Darüber hinaus stellt Vivani zahlreiche andere Schokoladenprodukte her. Hierzu zählen unter anderem Kuvertüren, Schokoriegel, Trinkschokoladen sowie eine Nuss-Nougat-Creme.
Verschiedene Vivani-Produkte haben in der Vergangenheit die „Gold“-Auszeichnung der DLG-Qualitätskontrolle erhalten. Der Schokoriegel „White Nougat Crisp“ wurde darüber hinaus mit dem „Viva Award“ für die beste vegane Süßware 2014 in England ausgezeichnet.
Eine Besonderheit der Vivani-Produkte ist ihr Verpackungsdesign. Für jede Schokolade kreiert die Castrop-Rauxeler Künstlerin Annette Wessel ein abstraktes Gemälde, das das Schokoladenaroma visuell darstellen soll.
Anfang 2010 hat die EcoFinia GmbH neben den erfolgreichen Vivani-Produkten die Marke iChoc auf den Markt gebracht, die sich mit dem Slogan „It's Music“ und einem poppigen Design vor allem an jugendliche Käufer richtete. Die Produkte sind ebenfalls in Bioqualität hergestellt worden und waren auch im regulären Handel sowie an Kiosken und Tankstellen erhältlich. Nachdem sich das Konzept nicht bewährt hatte, wird seit 2014 unter dem Namen iChoc vegane Bioschokolade hergestellt.

## Herstellung
Vivani-Bio-Schokolade besteht vollständig aus ökologisch angebauten Zutaten, die nach der EG-Öko-Verordnung streng kontrolliert werden. Der Kakao für die Schokoladenprodukte stammt von Bio-Kooperativen in der Dominikanischen Republik, Ecuador und Panama. Als Süßungsmittel wird vor allem Roh-Rohrzucker und neuerdings auch Kokosblütenzucker verwendet.

## Vertrieb
Vivani-Schokoladen werden weltweit in über 50 Länder exportiert. Außer in spezialisierten Biofachmärkten ist Vivani zudem über verschiedene Online-Shops zu beziehen. Außerdem gibt es in Herford einen Werksverkauf, in dem unter dem Namen Weinrichs Schokoladen Bruchbude neben Vivani-Schokolade weitere Weinrich-Artikel, GEPA-Produkte und vor allem preiswerte Bruchschokolade sowie auch Süßwaren anderer Hersteller verkauft werden.